# Roter Main
Le Roter Main est une rivière allemande de 71 km de long qui coule dans le land de Bavière. Il conflue avec le Weißer Main pour former ensuite le Main, il est donc un sous-affluent du Rhin.
Les eaux du Roter Main coulent principalement à travers une région de sols argileux, c'est pourquoi la rivière charrie beaucoup de matières en suspension, surtout après la pluie, et acquiert une couleur rouge-brun. D'où son nom de Main rouge.

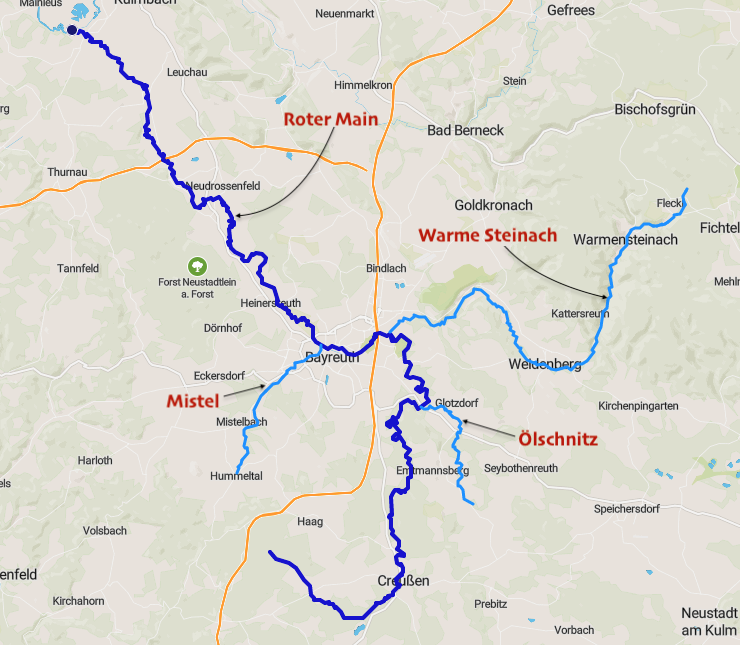
Le Roter Main et ses principaux affluents.